# Tilbury
Tilbury è un paese di 12 091 abitanti della contea dell'Essex, in Inghilterra.